# Bernardo Corradi
Bernardo Corradi (Siena, 30 marzo 1976) è un allenatore di calcio ed ex calciatore italiano, di ruolo attaccante, collaboratore tecnico del Milan.

## Biografia
Senese, è legato sentimentalmente dal 2006 alla showgirl Elena Santarelli, che ha sposato il 2 giugno 2014 e dalla quale ha avuto due figli.

## Carriera

### Giocatore

#### Club

##### Le prime esperienze
Inizia la carriera girovagando in diverse squadre di Serie C esordendo in quella categoria con il Poggibonsi, squadra con cui mette a segno anche la prima rete in un campionato professionistico (Poggibonsi-Giulianova 2-1 della stagione 1994-95). Si mette in luce nella Fidelis Andria in serie B, per poi passare l'anno dopo al Cagliari: con i rossoblù fa il suo esordio in serie A il 30 agosto 1999, nella gara persa 2-1 contro la Lazio. Dopo un solo campionato in Sardegna, passa all'Inter con cui non riporta alcuna presenza.

##### Chievo

Corradi (in primo piano) al Chievo nel 2001, mentre difende la palla dalle mire del fiorentino Leandro Amaral

Subito dopo l'arrivo a Milano, la società nerazzurra lo cede al Chievo. In gialloblu realizza 12 gol durante la prima stagione, contribuendo alla storica ascesa in A. L'anno seguente mette invece a segno 10 reti, aiutando gli scaligeri - al debutto nella massima serie - a qualificarsi per la Coppa UEFA.
Dopo il biennio a Verona, fece ritorno all'Inter: l'unica presenza in nerazzurro coincise con il debutto nelle coppe europee, giocando contro lo Sporting Lisbona nei preliminari di Champions League. Viene poi ceduto alla Lazio.

##### Lazio
In biancoceleste si afferma tra le migliori punte del panorama italiano, segnando 20 gol in due campionati. Nei preliminari della Champions League 2003-04 si sblocca inoltre in campo europeo, segnando nel 3-1 al Benfica.
L'unico trofeo conquistato nel periodo romano è la Coppa Italia 2003-04, nella cui finale di ritorno realizza un gol alla Juventus.

##### Valencia, Parma e Manchester City
Nel 2004 si trasferisce al Valencia, per 9 milioni di euro. Rimane in Spagna per un solo anno, tornando quindi in patria: viene infatti acquistato dal Parma, realizzando 10 gol in campionato.
Nell'estate 2006 rientra al Valencia, che lo cede al Manchester City il 20 luglio 2006 per circa 2 milioni di euro. Oltremanica si fa notare, oltre che per la scarsa vena realizzativa, per un suo particolare festeggiamento in seguito alla doppietta rifilata ai londinesi del Fulham in cui impugna la bandierina del calcio d'angolo come una spada, poggiandola sulle spalle del compagno di squadra Joey Barton, autore in quel caso dell'assist vincente. A circa un'ora dalla chiusura dal mercato per la stagione 2007-2008 passa in prestito oneroso senza diritto di riscatto al Parma.

##### Reggina e Udinese
Il 29 luglio 2008 rescinde il contratto con i Citizens e il 1º agosto firma un annuale con la Reggina. Segna il suo primo goal in Serie A con la maglia amaranto alla prima partita del campionato 2008-2009, su rigore, contro il Chievo, sua ex-squadra. Il 30 maggio 2009 Corradi rescinde il contratto che lo legava al club calabrese trovandosi quindi svincolato, dopo una stagione condita da 10 reti (5 su calcio di rigore) in campionato.

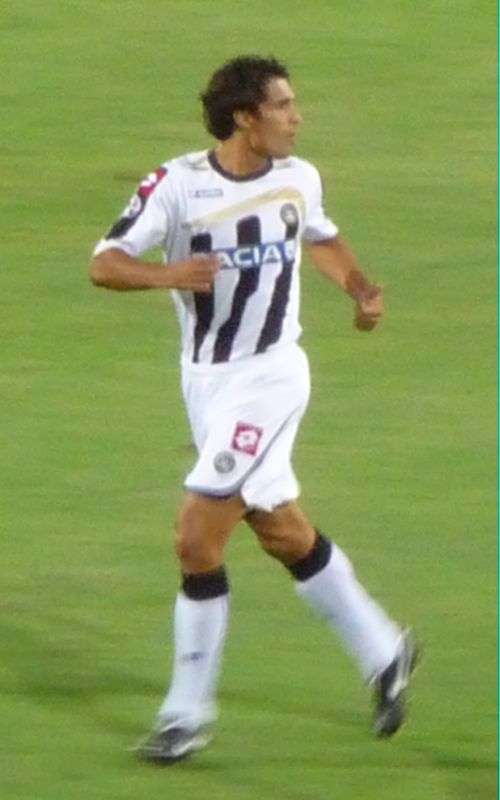
Corradi all'Udinese nel 2009

Il 3 luglio 2009 viene ufficializzato il suo ingaggio da parte dell'Udinese. Realizza ad Udine in Coppa Italia il suo primo gol bianconero in Udinese-Lumezzane 2-0. Al termine della sua prima stagione ha totalizzato 19 presenze in campionato. La sua prima rete (dopo oltre un anno di astinenza) in maglia Friulana la sigla il 17 ottobre 2010 in occasione dell'incontro Brescia-Udinese 0-1. Il 27 ottobre realizza una doppietta contro il Padova in Coppa Italia. Qualche settimana dopo segna da rigore nella partita contro il Lecce di Coppa Italia poi vinta dall'Udinese per 2-1. Anche se ha fatto molte presenze e pochi goal è stato soggetto di molti assist grazie al suo fisico, quindi per queste sue prestazioni molto apprezzato dai sostenitori friulani. Il 30 giugno 2011 l'Udinese ed il giocatore non riescono a trovare un accordo per quanto riguarda il rinnovo del contratto per la stagione successiva, egli si è liberato quindi a parametro zero.
Il 27 dicembre inizia ad allenarsi con il Monza, squadra di Lega Pro Prima Divisione.

##### Montréal Impact
Il 29 febbraio 2012 è partito alla volta del Canada per un periodo di prova con i Montréal Impact, squadra militante nella Major League Soccer statunitense, in vista di un eventuale ingaggio. Durante il suo periodo di prova con la squadra canadese ha giocato la sua prima partita nel match amichevole disputato contro gli svedesi del BK Häcken facendo il suo ingresso in campo ad inizio del secondo tempo; durante i 45' giocati si è messo in luce propiziando, grazie ad un suo assist di testa, la rete del definitivo 1-0 per i Montréal Impact
Il 14 marzo viene ufficializzato il suo ingaggio da parte della squadra canadese, qui trova il connazionale Matteo Ferrari, con il quale si era già allenato pochi mesi prima con il Monza e aveva sostenuto il provino.
Il 17 marzo fa il suo esordio nella Major League Soccer venendo mandato in campo al 77' nella partita giocata contro i Chicago Fire. Realizza il suo primo gol con la squadra canadese nella partita giocata contro Dallas realizzando un calcio di rigore e dedicando poi la sua rete al suo ex compagno Piermario Morosini, scomparso il giorno prima.
Poche settimane dopo aver firmato un nuovo contratto annuale con la squadra canadese, l'attaccante ha subito un grave infortunio al legamento crociato del ginocchio sinistro. In seguito all'infortunio Corradi ha dovuto fermarsi e non ha giocato più nessuna partita. Il 7 dicembre il Montreal Impact ha deciso di non rinnovare il contratto all'italiano, annunciando che non avrebbe fatto parte della squadra per la MLS 2013.

#### Nazionale
Convocato per la prima volta in Nazionale dal CT Giovanni Trapattoni, esordisce il 12 febbraio 2003, realizzando il gol decisivo nella partita amichevole vinta per 1-0 contro il Portogallo a Genova. Viene poi selezionato per l'Europeo 2004, scendendo in campo contro la Bulgaria.
Dopo l'arrivo di Lippi in panchina, colleziona soltanto un'ultima presenza.

### Allenatore
Il 4 agosto 2017 viene ufficializzata la sua nomina come assistente di Carmine Nunziata sulla panchina della Under-17. Il 1 febbraio 2018 diventa vice commissario ad interim della Lega di Serie A a seguito del commissariamento della stessa da parte del presidente del CONI Giovanni Malagò. Il 2 agosto 2018 diventa il secondo di Federico Guidi nell'Under-19. Il 30 luglio 2019 passa ad allenare la selezione Under 16. Il 28 novembre passa alla guida dell’Under-18. Il 21 luglio 2020 diventa l’allenatore dell’Under-17.
Il 4 agosto 2023, viene promosso sulla panchina dell’Under-19 al posto di Alberto Bollini. Con gli azzurrini, l'anno seguente, arriva fino alla semifinale dell'Europeo di categoria, in cui l'Italia viene infine eliminata dalla Spagna, ma si qualifica comunque per il Mondiale Under-20 del 2025.
Il 1º agosto 2024, viene promosso alla guida della nazionale Under-20.
Nella stagione 2025-2026 entra nello staff tecnico del Milan come collaboratore di Massimiliano Allegri.

### Altre attività
Nella stagione 2015-2016 è stato opinionista sportivo per i canali Mediaset.
Nel 2017 è stato, in coppia con Stefano De Martino, mentore nella seconda edizione di Selfie - Le cose cambiano, condotto da Simona Ventura.
Nel dicembre del 2020 con Christian Vieri lancia PLB eSports, un progetto di formazione e intrattenimento per lo sviluppo professionale di giovani talenti nel mondo dei videogiochi.

## Statistiche

### Presenze e reti nei club
Tra club, nazionale maggiore Corradi ha giocato globalmente 539 partite, segnando 120 reti, alla media di 0,22 gol a partita.
| Stagione            | Squadra             | Campionato      | Campionato | Campionato | Coppe nazionali | Coppe nazionali | Coppe nazionali | Coppe continentali | Coppe continentali | Coppe continentali | Altre coppe | Altre coppe | Altre coppe | Totale | Totale |
| Stagione            | Squadra             | Comp            | Pres       | Reti       | Comp            | Pres            | Reti            | Comp               | Pres               | Reti               | Comp        | Pres        | Reti        | Pres   | Reti   |
| ------------------- | ------------------- | --------------- | ---------- | ---------- | --------------- | --------------- | --------------- | ------------------ | ------------------ | ------------------ | ----------- | ----------- | ----------- | ------ | ------ |
| 1994-1995           | Poggibonsi          | C2              | 16         | 1          |                 | -               | -               |                    | -                  | -                  |             | -           | -           | 16     | 1      |
| 1995-1996           | Poggibonsi          | D               | 31         | 8          |                 | -               | -               |                    | -                  | -                  |             | -           | -           | 31     | 8      |
| Totale Poggibonsi   | Totale Poggibonsi   |                 | 47         | 9          |                 | -               | -               |                    | -                  | -                  |             | -           | -           | 47     | 9      |
| 1996-1997           | Ponsacco            | C2              | 31         | 6          |                 | -               | -               |                    | -                  | -                  |             | -           | -           | 31     | 6      |
| lug.-ago. 1997      | Cagliari            | B               | 2          | 0          | CI              | 3               | 0               |                    | -                  | -                  |             | -           | -           | 5      | 0      |
| ago. 1997-1998      | Montevarchi         | C1              | 26         | 5          |                 | -               | -               |                    | -                  | -                  |             | -           | -           | 26     | 5      |
| 1998-1999           | Fidelis Andria      | B               | 31         | 7          | CI              | 2               | 1               |                    | -                  | -                  |             | -           | -           | 33     | 8      |
| 1999-2000           | Cagliari            | A               | 20         | 0          | CI              | 3               | 2               |                    | -                  | -                  |             | -           | -           | 23     | 2      |
| Totale Cagliari     | Totale Cagliari     |                 | 22         | 0          |                 | 6               | 2               |                    | -                  | -                  |             | -           | -           | 28     | 2      |
| 2000-2001           | Chievo              | B               | 36         | 12         | CI              | 3               | 1               |                    | -                  | -                  |             | -           | -           | 39     | 13     |
| 2001-2002           | Chievo              | A               | 32         | 10         | CI              | 3               | 0               |                    | -                  | -                  |             | -           | -           | 35     | 10     |
| Totale ChievoVerona | Totale ChievoVerona |                 | 68         | 22         |                 | 6               | 1               |                    | -                  | -                  |             | -           | -           | 74     | 23     |
| lug.-ago. 2002      | Inter               | A               | 0          | 0          | CI              | 0               | 0               | UCL                | 1                  | 0                  |             | -           | -           | 1      | 0      |
| ago. 2002-2003      | Lazio               | A               | 32         | 10         | CI              | 4               | 0               | CU                 | 0                  | 0                  |             | -           | -           | 36     | 10     |
| 2003-2004           | Lazio               | A               | 32         | 10         | CI              | 6               | 1               | UCL                | 8                  | 1                  |             | -           | -           | 46     | 12     |
| Totale Lazio        | Totale Lazio        |                 | 64         | 20         |                 | 10              | 1               |                    | 8                  | 1                  |             | -           | -           | 82     | 22     |
| 2004-2005           | Valencia            | PD              | 20         | 3          | CR              | 0               | 0               | UCL+CU             | 6+2                | 1+0                | SU          | 1           | 0           | 29     | 4      |
| 2005-2006           | Parma               | A               | 36         | 10         | CI              | 3               | 0               |                    | -                  | -                  |             | -           | -           | 39     | 10     |
| 2006-2007           | Manchester City     | PL              | 25         | 3          | FACup+CdL       | 0               | 0               |                    | -                  | -                  |             | -           | -           | 25     | 3      |
| 2007-2008           | Parma               | A               | 26         | 5          | CI              | 0               | 0               |                    | -                  | -                  |             | -           | -           | 26     | 5      |
| Totale Parma        | Totale Parma        |                 | 62         | 15         |                 | 3               | 0               |                    | -                  | -                  |             | -           | -           | 65     | 15     |
| 2008-2009           | Reggina             | A               | 30         | 10         | CI              | 1               | 1               |                    | -                  | -                  |             | -           | -           | 31     | 11     |
| 2009-2010           | Udinese             | A               | 19         | 0          | CI              | 2               | 1               |                    | -                  | -                  |             | -           | -           | 21     | 1      |
| 2010-2011           | Udinese             | A               | 18         | 1          | CI              | 2               | 3               |                    | -                  | -                  |             | -           | -           | 20     | 4      |
| Totale Udinese      | Totale Udinese      |                 | 37         | 1          |                 | 4               | 4               |                    | -                  | -                  |             | -           | -           | 41     | 5      |
| 2012                | Montréal Impact     | MLS             | 11         | 4          | CC              | 2               | 0               | -                  | -                  | -                  | -           | -           | -           | 13     | 4      |
| Totale carriera     | Totale carriera     | Totale carriera | 474        | 105        |                 | 34              | 11              |                    | 17                 | 2                  |             | 1           | 0           | 526    | 118    |

### Cronologia presenze e reti in nazionale
| Cronologia completa delle presenze e delle reti in nazionale ― Italia | Cronologia completa delle presenze e delle reti in nazionale ― Italia | Cronologia completa delle presenze e delle reti in nazionale ― Italia | Cronologia completa delle presenze e delle reti in nazionale ― Italia | Cronologia completa delle presenze e delle reti in nazionale ― Italia | Cronologia completa delle presenze e delle reti in nazionale ― Italia | Cronologia completa delle presenze e delle reti in nazionale ― Italia | Cronologia completa delle presenze e delle reti in nazionale ― Italia |
| Data                                                                  | Città                                                                 | In casa                                                               | Risultato                                                             | Ospiti                                                                | Competizione                                                          | Reti                                                                  | Note                                                                  |
| --------------------------------------------------------------------- | --------------------------------------------------------------------- | --------------------------------------------------------------------- | --------------------------------------------------------------------- | --------------------------------------------------------------------- | --------------------------------------------------------------------- | --------------------------------------------------------------------- | --------------------------------------------------------------------- |
| 12-2-2003                                                             | Genova                                                                | Italia                                                                | 1 – 0                                                                 | Portogallo                                                            | Amichevole                                                            | 1                                                                     | 72’                                                                   |
| 29-3-2003                                                             | Palermo                                                               | Italia                                                                | 2 – 0                                                                 | Finlandia                                                             | Qual. Euro 2004                                                       | -                                                                     | 82’                                                                   |
| 30-4-2003                                                             | Ginevra                                                               | Svizzera                                                              | 1 – 2                                                                 | Italia                                                                | Amichevole                                                            | -                                                                     |                                                                       |
| 3-6-2003                                                              | Campobasso                                                            | Italia                                                                | 2 – 0                                                                 | Irlanda del Nord                                                      | Amichevole                                                            | 1                                                                     | 46’                                                                   |
| 11-6-2003                                                             | Helsinki                                                              | Finlandia                                                             | 0 – 2                                                                 | Italia                                                                | Qual. Euro 2004                                                       | -                                                                     | 84’                                                                   |
| 20-8-2003                                                             | Stoccarda                                                             | Germania                                                              | 0 – 1                                                                 | Italia                                                                | Amichevole                                                            | -                                                                     | 75’                                                                   |
| 10-9-2003                                                             | Belgrado                                                              | Serbia e Montenegro                                                   | 1 – 1                                                                 | Italia                                                                | Qual. Euro 2004                                                       | -                                                                     | 78’                                                                   |
| 18-2-2004                                                             | Palermo                                                               | Italia                                                                | 2 – 2                                                                 | Rep. Ceca                                                             | Amichevole                                                            | -                                                                     | 46’                                                                   |
| 31-3-2004                                                             | Braga                                                                 | Portogallo                                                            | 1 – 2                                                                 | Italia                                                                | Amichevole                                                            | -                                                                     | 58’                                                                   |
| 28-4-2004                                                             | Genova                                                                | Italia                                                                | 1 – 1                                                                 | Spagna                                                                | Amichevole                                                            | -                                                                     | 76’                                                                   |
| 30-5-2004                                                             | Tunisi                                                                | Tunisia                                                               | 0 – 4                                                                 | Italia                                                                | Amichevole                                                            | -                                                                     | 62’                                                                   |
| 22-6-2004                                                             | Guimarães                                                             | Italia                                                                | 2 – 1                                                                 | Bulgaria                                                              | Euro 2004 - 1º turno                                                  | -                                                                     | 53’                                                                   |
| 4-9-2004                                                              | Palermo                                                               | Italia                                                                | 2 – 1                                                                 | Norvegia                                                              | Qual. Mondiali 2006                                                   | -                                                                     | 59’                                                                   |
| Totale                                                                |                                                                       | Presenze                                                              | 13                                                                    |                                                                       | Reti                                                                  | 2                                                                     |                                                                       |

### Statistiche da allenatore

#### Nazionale
| Squadra     | Naz               | dal             | al               | Record | Record | Record | Record     | Record | Record | Record | Record |
| G           | V                 | N               | P                | GF     | GS     | DR     | % Vittorie |        |        |        |        |
| ----------- | ----------------- | --------------- | ---------------- | ------ | ------ | ------ | ---------- | ------ | ------ | ------ | ------ |
| Italia U-16 | Italia (bandiera) | 30 luglio 2019  | 31 dicembre 2019 | 5      | 3      | 1      | 1          | 13     | 9      | +4     | 60,00  |
| Italia U-18 | Italia (bandiera) | 1º gennaio 2020 | 20 luglio 2020   | 2      | 0      | 0      | 2          | 1      | 5      | −4     | &0,00  |
| Italia U-17 | Italia (bandiera) | 21 luglio 2020  | 3 agosto 2023    | 34     | 22     | 3      | 9          | 72     | 34     | +38    | 64,71  |
| Italia U-19 | Italia (bandiera) | 4 agosto 2023   | 30 luglio 2024   | 17     | 10     | 1      | 6          | 42     | 23     | +19    | 58,82  |
| Italia U-20 | Italia (bandiera) | 1º agosto 2024  | 30 giugno 2025   | 7      | 4      | 1      | 2          | 14     | 10     | +4     | 57,14  |
| Totale      | Totale            | Totale          | Totale           | 65     | 39     | 6      | 20         | 142    | 81     | +61    | 60,00  |

## Palmarès

### Giocatore

#### Club

##### Competizioni nazionali
- Coppa Italia: 1

Lazio: 2003-2004

##### Competizioni internazionali
- Supercoppa UEFA: 1

Valencia: 2004

#### Individuale
- Premio nazionale Andrea Fortunato nella categoria Carriera

2018